# 加科爾山脊

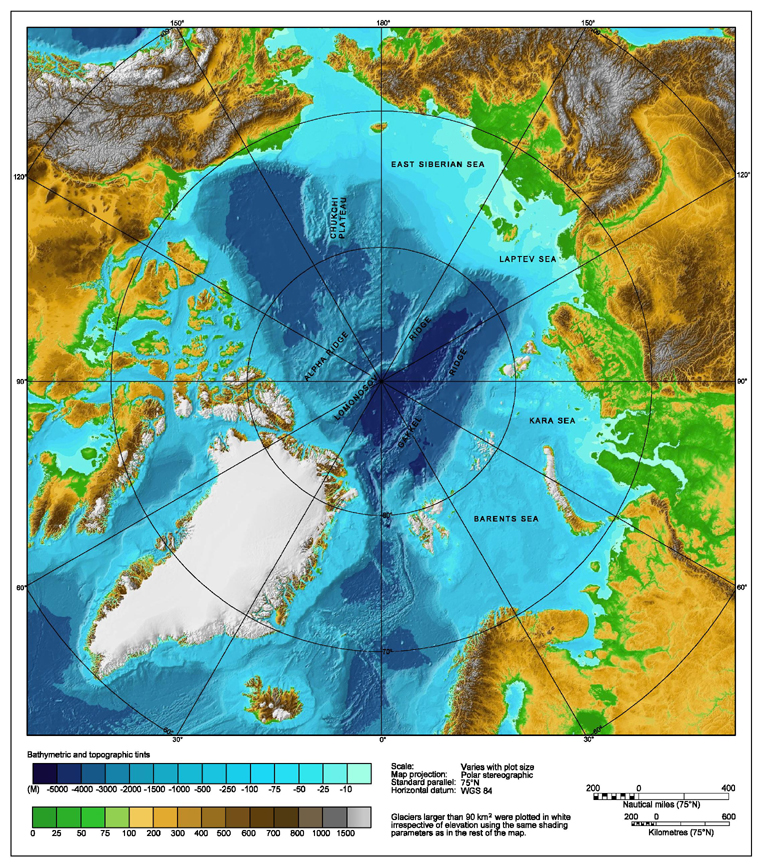
北極地區地形圖

加科爾山脊，又稱南森海嶺、北冰洋中脊，是一條位於北冰洋洋底的海底山脈。由東經120度、北緯80度起延伸至本初子午線、北緯80度止 （即界乎於西伯利亞和格陵蘭之間）。隔歐亞海盆與羅蒙諾索夫海嶺大致平行。
1966年由蘇聯探險家雅可夫·雅可夫利維奇·加科爾發現並以其名命名。